# جوزپه واله
جوزپه واله (ایتالیایی: Giuseppe Valle; ۱۵ مارس ۱۹۰۴ – ۲۵ سپتامبر ۱۹۹۰) بازیکن واترپلو اهل ایتالیا بود. وی در بازی‌های المپیک تابستانی ۱۹۲۴ شرکت کرده‌است.